# Insei
Insei (japanska: 院政) är en förmyndare som regerar å en omyndig kejsares vägnar i Japan. Många japanska kejsare har genom historien abdikerat för att istället styra landet som insei åt sin omyndiga arvinge. På detta sätt kunde de undkomma ceremoniella plikter och samtidigt utöva makten.
Insei, (japanska: 院生), är även en student i Japan som studerar spelet go i avsikt att bli professionell spelare.